# Columbia City (Indiana)
Columbia City es una ciudad ubicada en el condado de Whitley en el estado estadounidense de Indiana. En el Censo de 2010 tenía una población de 8750 habitantes y una densidad poblacional de 602,96 personas por km².

## Geografía
Columbia City se encuentra ubicada en las coordenadas 41°9′48″N 85°28′42″O / 41.16333, -85.47833. Según la Oficina del Censo de los Estados Unidos, Columbia City tiene una superficie total de 14.51 km², de la cual 14.46 km² corresponden a tierra firme y (0.37%) 0.05 km² es agua.

## Demografía
Según el censo de 2010, había 8750 personas residiendo en Columbia City. La densidad de población era de 602,96 hab./km². De los 8750 habitantes, Columbia City estaba compuesto por el 96.71% blancos, el 0.49% eran afroamericanos, el 0.25% eran amerindios, el 0.49% eran asiáticos, el 0% eran isleños del Pacífico, el 0.64% eran de otras razas y el 1.42% pertenecían a dos o más razas. Del total de la población el 2.16% eran hispanos o latinos de cualquier raza.